# Brand Indicators for Message Identification
Brand Indicators for Message Identification (BIMI) ist ein E-Mail-Standard, der es Unternehmen ermöglicht, ihr offizielles Logo neben authentifizierten E-Mails im Posteingang der Empfänger anzuzeigen. Ziel ist es, das Vertrauen der Nutzer in legitime Nachrichten zu stärken und Phishing-Angriffe zu reduzieren.

## Hintergrund
BIMI wurde von einer Gruppe führender Unternehmen im Bereich E-Mail-Sicherheit entwickelt, darunter Google, Yahoo!, Fastmail und Valimail. Der Standard baut auf bestehenden E-Mail-Authentifizierungsverfahren wie DMARC, DKIM und Sender Policy Framework (SPF) auf.

## Funktionsweise
BIMI erfordert:
- eine korrekte Implementierung von DMARC mit der Richtlinie quarantine oder reject,
- ein gültiges SVG-Logo (d. h. SVG Tiny 1.2 Portable/Secure), das über DNS bereitgestellt wird,
- optional ein verifiziertes VMC-Zertifikat (Verified Mark Certificate), insbesondere bei Google Mail.

Sobald eine E-Mail die Authentifizierungsprüfungen besteht, wird das hinterlegte Markenlogo im Posteingang des Empfängers angezeigt – sofern der empfangende Mail-Anbieter BIMI unterstützt.

## Vorteile
- Erhöhte Markenwahrnehmung durch Logoanzeige.
- Vertrauensgewinn beim Empfänger.
- Schutz vor Spoofing und Phishing durch DMARC-Policy.
- Visuelle Differenzierung im Posteingang.

## Einschränkungen
- Noch nicht von allen E-Mail-Anbietern unterstützt.
- Technischer und organisatorischer Aufwand zur Umsetzung (DMARC-Policy, DNS-Einträge, ggf. VMC-Zertifikat).

## Unterstützte Plattformen
Stand 2025 unterstützen unter anderem folgende Anbieter BIMI:
- Google Mail
- Yahoo Mail
- Apple Mail (eingeschränkt)
- Web.de und GMX

## Vergleich mit regionalen Systemen
In Deutschland, Österreich und der Schweiz wird mit trustedDialog ein alternatives Verfahren eingesetzt, das ebenfalls die sichtbare Darstellung von Markenlogos im E-Mail-Posteingang ermöglicht. Im Gegensatz zu BIMI erfordert trustedDialog keine DMARC-Konformität, sondern basiert ausschließlich auf einer verifizierten DKIM-Signatur. Zudem ist die Integration auf bestimmte Provider im deutschsprachigen Raum beschränkt (u. a. WEB.DE, GMX, freenet, 1&1 und T‑Online).